# Cicadulella pallida
Cicadulella pallida är en insektsart som beskrevs av Haupt 1927. Cicadulella pallida ingår i släktet Cicadulella och familjen dvärgstritar. Inga underarter finns listade i Catalogue of Life.